# 1683
Portal Geschichte | Portal Biografien | Aktuelle Ereignisse | Jahreskalender | Tagesartikel

◄ |
16. Jahrhundert |
17. Jahrhundert
| 18. Jahrhundert | ►

◄ |
1650er |
1660er |
1670er |
1680er
| 1690er | 1700er | 1710er | ►

◄◄ |
◄ |
1679 |
1680 |
1681 |
1682 |
1683
| 1684 | 1685 | 1686 | 1687 | ► | ►►
Staatsoberhäupter  · Nekrolog   · Musikjahr
| Januar | Januar | Januar | Januar | Januar | Januar | Januar | Januar |
| Kw     | Mo     | Di     | Mi     | Do     | Fr     | Sa     | So     |
| ------ | ------ | ------ | ------ | ------ | ------ | ------ | ------ |
| 53     |        |        |        |        | 1      | 2      | 3      |
| 1      | 4      | 5      | 6      | 7      | 8      | 9      | 10     |
| 2      | 11     | 12     | 13     | 14     | 15     | 16     | 17     |
| 3      | 18     | 19     | 20     | 21     | 22     | 23     | 24     |
| 4      | 25     | 26     | 27     | 28     | 29     | 30     | 31     |

| Februar | Februar | Februar | Februar | Februar | Februar | Februar | Februar |
| Kw      | Mo      | Di      | Mi      | Do      | Fr      | Sa      | So      |
| ------- | ------- | ------- | ------- | ------- | ------- | ------- | ------- |
| 5       | 1       | 2       | 3       | 4       | 5       | 6       | 7       |
| 6       | 8       | 9       | 10      | 11      | 12      | 13      | 14      |
| 7       | 15      | 16      | 17      | 18      | 19      | 20      | 21      |
| 8       | 22      | 23      | 24      | 25      | 26      | 27      | 28      |

| März | März | März | März | März | März | März | März |
| Kw   | Mo   | Di   | Mi   | Do   | Fr   | Sa   | So   |
| ---- | ---- | ---- | ---- | ---- | ---- | ---- | ---- |
| 9    | 1    | 2    | 3    | 4    | 5    | 6    | 7    |
| 10   | 8    | 9    | 10   | 11   | 12   | 13   | 14   |
| 11   | 15   | 16   | 17   | 18   | 19   | 20   | 21   |
| 12   | 22   | 23   | 24   | 25   | 26   | 27   | 28   |
| 13   | 29   | 30   | 31   |      |      |      |      |

| April | April | April | April | April | April | April | April |
| Kw    | Mo    | Di    | Mi    | Do    | Fr    | Sa    | So    |
| ----- | ----- | ----- | ----- | ----- | ----- | ----- | ----- |
| 13    |       |       |       | 1     | 2     | 3     | 4     |
| 14    | 5     | 6     | 7     | 8     | 9     | 10    | 11    |
| 15    | 12    | 13    | 14    | 15    | 16    | 17    | 18    |
| 16    | 19    | 20    | 21    | 22    | 23    | 24    | 25    |
| 17    | 26    | 27    | 28    | 29    | 30    |       |       |

| Mai | Mai | Mai | Mai | Mai | Mai | Mai | Mai |
| Kw  | Mo  | Di  | Mi  | Do  | Fr  | Sa  | So  |
| --- | --- | --- | --- | --- | --- | --- | --- |
| 17  |     |     |     |     |     | 1   | 2   |
| 18  | 3   | 4   | 5   | 6   | 7   | 8   | 9   |
| 19  | 10  | 11  | 12  | 13  | 14  | 15  | 16  |
| 20  | 17  | 18  | 19  | 20  | 21  | 22  | 23  |
| 21  | 24  | 25  | 26  | 27  | 28  | 29  | 30  |
| 22  | 31  |     |     |     |     |     |     |

| Juni | Juni | Juni | Juni | Juni | Juni | Juni | Juni |
| Kw   | Mo   | Di   | Mi   | Do   | Fr   | Sa   | So   |
| ---- | ---- | ---- | ---- | ---- | ---- | ---- | ---- |
| 22   |      | 1    | 2    | 3    | 4    | 5    | 6    |
| 23   | 7    | 8    | 9    | 10   | 11   | 12   | 13   |
| 24   | 14   | 15   | 16   | 17   | 18   | 19   | 20   |
| 25   | 21   | 22   | 23   | 24   | 25   | 26   | 27   |
| 26   | 28   | 29   | 30   |      |      |      |      |

| Juli | Juli | Juli | Juli | Juli | Juli | Juli | Juli |
| Kw   | Mo   | Di   | Mi   | Do   | Fr   | Sa   | So   |
| ---- | ---- | ---- | ---- | ---- | ---- | ---- | ---- |
| 26   |      |      |      | 1    | 2    | 3    | 4    |
| 27   | 5    | 6    | 7    | 8    | 9    | 10   | 11   |
| 28   | 12   | 13   | 14   | 15   | 16   | 17   | 18   |
| 29   | 19   | 20   | 21   | 22   | 23   | 24   | 25   |
| 30   | 26   | 27   | 28   | 29   | 30   | 31   |      |

| August | August | August | August | August | August | August | August |
| Kw     | Mo     | Di     | Mi     | Do     | Fr     | Sa     | So     |
| ------ | ------ | ------ | ------ | ------ | ------ | ------ | ------ |
| 30     |        |        |        |        |        |        | 1      |
| 31     | 2      | 3      | 4      | 5      | 6      | 7      | 8      |
| 32     | 9      | 10     | 11     | 12     | 13     | 14     | 15     |
| 33     | 16     | 17     | 18     | 19     | 20     | 21     | 22     |
| 34     | 23     | 24     | 25     | 26     | 27     | 28     | 29     |
| 35     | 30     | 31     |        |        |        |        |        |

| September | September | September | September | September | September | September | September |
| Kw        | Mo        | Di        | Mi        | Do        | Fr        | Sa        | So        |
| --------- | --------- | --------- | --------- | --------- | --------- | --------- | --------- |
| 35        |           |           | 1         | 2         | 3         | 4         | 5         |
| 36        | 6         | 7         | 8         | 9         | 10        | 11        | 12        |
| 37        | 13        | 14        | 15        | 16        | 17        | 18        | 19        |
| 38        | 20        | 21        | 22        | 23        | 24        | 25        | 26        |
| 39        | 27        | 28        | 29        | 30        |           |           |           |

| Oktober | Oktober | Oktober | Oktober | Oktober | Oktober | Oktober | Oktober |
| Kw      | Mo      | Di      | Mi      | Do      | Fr      | Sa      | So      |
| ------- | ------- | ------- | ------- | ------- | ------- | ------- | ------- |
| 39      |         |         |         |         | 1       | 2       | 3       |
| 40      | 4       | 5       | 6       | 7       | 8       | 9       | 10      |
| 41      | 11      | 12      | 13      | 14      | 15      | 16      | 17      |
| 42      | 18      | 19      | 20      | 21      | 22      | 23      | 24      |
| 43      | 25      | 26      | 27      | 28      | 29      | 30      | 31      |

| November | November | November | November | November | November | November | November |
| Kw       | Mo       | Di       | Mi       | Do       | Fr       | Sa       | So       |
| -------- | -------- | -------- | -------- | -------- | -------- | -------- | -------- |
| 44       | 1        | 2        | 3        | 4        | 5        | 6        | 7        |
| 45       | 8        | 9        | 10       | 11       | 12       | 13       | 14       |
| 46       | 15       | 16       | 17       | 18       | 19       | 20       | 21       |
| 47       | 22       | 23       | 24       | 25       | 26       | 27       | 28       |
| 48       | 29       | 30       |          |          |          |          |          |

| Dezember | Dezember | Dezember | Dezember | Dezember | Dezember | Dezember | Dezember |
| Kw       | Mo       | Di       | Mi       | Do       | Fr       | Sa       | So       |
| -------- | -------- | -------- | -------- | -------- | -------- | -------- | -------- |
| 48       |          |          | 1        | 2        | 3        | 4        | 5        |
| 49       | 6        | 7        | 8        | 9        | 10       | 11       | 12       |
| 50       | 13       | 14       | 15       | 16       | 17       | 18       | 19       |
| 51       | 20       | 21       | 22       | 23       | 24       | 25       | 26       |
| 52       | 27       | 28       | 29       | 30       | 31       |          |          |

| Januar | Januar | Januar | Januar | Januar | Januar | Januar | Januar |
| Kw     | Mo     | Di     | Mi     | Do     | Fr     | Sa     | So     |
| ------ | ------ | ------ | ------ | ------ | ------ | ------ | ------ |
| 53     |        |        |        |        | 1      | 2      | 3      |
| 1      | 4      | 5      | 6      | 7      | 8      | 9      | 10     |
| 2      | 11     | 12     | 13     | 14     | 15     | 16     | 17     |
| 3      | 18     | 19     | 20     | 21     | 22     | 23     | 24     |
| 4      | 25     | 26     | 27     | 28     | 29     | 30     | 31     |

| Februar | Februar | Februar | Februar | Februar | Februar | Februar | Februar |
| Kw      | Mo      | Di      | Mi      | Do      | Fr      | Sa      | So      |
| ------- | ------- | ------- | ------- | ------- | ------- | ------- | ------- |
| 5       | 1       | 2       | 3       | 4       | 5       | 6       | 7       |
| 6       | 8       | 9       | 10      | 11      | 12      | 13      | 14      |
| 7       | 15      | 16      | 17      | 18      | 19      | 20      | 21      |
| 8       | 22      | 23      | 24      | 25      | 26      | 27      | 28      |

| März | März | März | März | März | März | März | März |
| Kw   | Mo   | Di   | Mi   | Do   | Fr   | Sa   | So   |
| ---- | ---- | ---- | ---- | ---- | ---- | ---- | ---- |
| 9    | 1    | 2    | 3    | 4    | 5    | 6    | 7    |
| 10   | 8    | 9    | 10   | 11   | 12   | 13   | 14   |
| 11   | 15   | 16   | 17   | 18   | 19   | 20   | 21   |
| 12   | 22   | 23   | 24   | 25   | 26   | 27   | 28   |
| 13   | 29   | 30   | 31   |      |      |      |      |

| April | April | April | April | April | April | April | April |
| Kw    | Mo    | Di    | Mi    | Do    | Fr    | Sa    | So    |
| ----- | ----- | ----- | ----- | ----- | ----- | ----- | ----- |
| 13    |       |       |       | 1     | 2     | 3     | 4     |
| 14    | 5     | 6     | 7     | 8     | 9     | 10    | 11    |
| 15    | 12    | 13    | 14    | 15    | 16    | 17    | 18    |
| 16    | 19    | 20    | 21    | 22    | 23    | 24    | 25    |
| 17    | 26    | 27    | 28    | 29    | 30    |       |       |

| Mai | Mai | Mai | Mai | Mai | Mai | Mai | Mai |
| Kw  | Mo  | Di  | Mi  | Do  | Fr  | Sa  | So  |
| --- | --- | --- | --- | --- | --- | --- | --- |
| 17  |     |     |     |     |     | 1   | 2   |
| 18  | 3   | 4   | 5   | 6   | 7   | 8   | 9   |
| 19  | 10  | 11  | 12  | 13  | 14  | 15  | 16  |
| 20  | 17  | 18  | 19  | 20  | 21  | 22  | 23  |
| 21  | 24  | 25  | 26  | 27  | 28  | 29  | 30  |
| 22  | 31  |     |     |     |     |     |     |

| Juni | Juni | Juni | Juni | Juni | Juni | Juni | Juni |
| Kw   | Mo   | Di   | Mi   | Do   | Fr   | Sa   | So   |
| ---- | ---- | ---- | ---- | ---- | ---- | ---- | ---- |
| 22   |      | 1    | 2    | 3    | 4    | 5    | 6    |
| 23   | 7    | 8    | 9    | 10   | 11   | 12   | 13   |
| 24   | 14   | 15   | 16   | 17   | 18   | 19   | 20   |
| 25   | 21   | 22   | 23   | 24   | 25   | 26   | 27   |
| 26   | 28   | 29   | 30   |      |      |      |      |

| Juli | Juli | Juli | Juli | Juli | Juli | Juli | Juli |
| Kw   | Mo   | Di   | Mi   | Do   | Fr   | Sa   | So   |
| ---- | ---- | ---- | ---- | ---- | ---- | ---- | ---- |
| 26   |      |      |      | 1    | 2    | 3    | 4    |
| 27   | 5    | 6    | 7    | 8    | 9    | 10   | 11   |
| 28   | 12   | 13   | 14   | 15   | 16   | 17   | 18   |
| 29   | 19   | 20   | 21   | 22   | 23   | 24   | 25   |
| 30   | 26   | 27   | 28   | 29   | 30   | 31   |      |

| August | August | August | August | August | August | August | August |
| Kw     | Mo     | Di     | Mi     | Do     | Fr     | Sa     | So     |
| ------ | ------ | ------ | ------ | ------ | ------ | ------ | ------ |
| 30     |        |        |        |        |        |        | 1      |
| 31     | 2      | 3      | 4      | 5      | 6      | 7      | 8      |
| 32     | 9      | 10     | 11     | 12     | 13     | 14     | 15     |
| 33     | 16     | 17     | 18     | 19     | 20     | 21     | 22     |
| 34     | 23     | 24     | 25     | 26     | 27     | 28     | 29     |
| 35     | 30     | 31     |        |        |        |        |        |

| September | September | September | September | September | September | September | September |
| Kw        | Mo        | Di        | Mi        | Do        | Fr        | Sa        | So        |
| --------- | --------- | --------- | --------- | --------- | --------- | --------- | --------- |
| 35        |           |           | 1         | 2         | 3         | 4         | 5         |
| 36        | 6         | 7         | 8         | 9         | 10        | 11        | 12        |
| 37        | 13        | 14        | 15        | 16        | 17        | 18        | 19        |
| 38        | 20        | 21        | 22        | 23        | 24        | 25        | 26        |
| 39        | 27        | 28        | 29        | 30        |           |           |           |

| Oktober | Oktober | Oktober | Oktober | Oktober | Oktober | Oktober | Oktober |
| Kw      | Mo      | Di      | Mi      | Do      | Fr      | Sa      | So      |
| ------- | ------- | ------- | ------- | ------- | ------- | ------- | ------- |
| 39      |         |         |         |         | 1       | 2       | 3       |
| 40      | 4       | 5       | 6       | 7       | 8       | 9       | 10      |
| 41      | 11      | 12      | 13      | 14      | 15      | 16      | 17      |
| 42      | 18      | 19      | 20      | 21      | 22      | 23      | 24      |
| 43      | 25      | 26      | 27      | 28      | 29      | 30      | 31      |

| November | November | November | November | November | November | November | November |
| Kw       | Mo       | Di       | Mi       | Do       | Fr       | Sa       | So       |
| -------- | -------- | -------- | -------- | -------- | -------- | -------- | -------- |
| 44       | 1        | 2        | 3        | 4        | 5        | 6        | 7        |
| 45       | 8        | 9        | 10       | 11       | 12       | 13       | 14       |
| 46       | 15       | 16       | 17       | 18       | 19       | 20       | 21       |
| 47       | 22       | 23       | 24       | 25       | 26       | 27       | 28       |
| 48       | 29       | 30       |          |          |          |          |          |

| Dezember | Dezember | Dezember | Dezember | Dezember | Dezember | Dezember | Dezember |
| Kw       | Mo       | Di       | Mi       | Do       | Fr       | Sa       | So       |
| -------- | -------- | -------- | -------- | -------- | -------- | -------- | -------- |
| 48       |          |          | 1        | 2        | 3        | 4        | 5        |
| 49       | 6        | 7        | 8        | 9        | 10       | 11       | 12       |
| 50       | 13       | 14       | 15       | 16       | 17       | 18       | 19       |
| 51       | 20       | 21       | 22       | 23       | 24       | 25       | 26       |
| 52       | 27       | 28       | 29       | 30       | 31       |          |          |

## Ereignisse

### Politik und Weltgeschehen

#### Großer Türkenkrieg / Zweite Wiener Türkenbelagerung

Das Osmanische Reich 1683

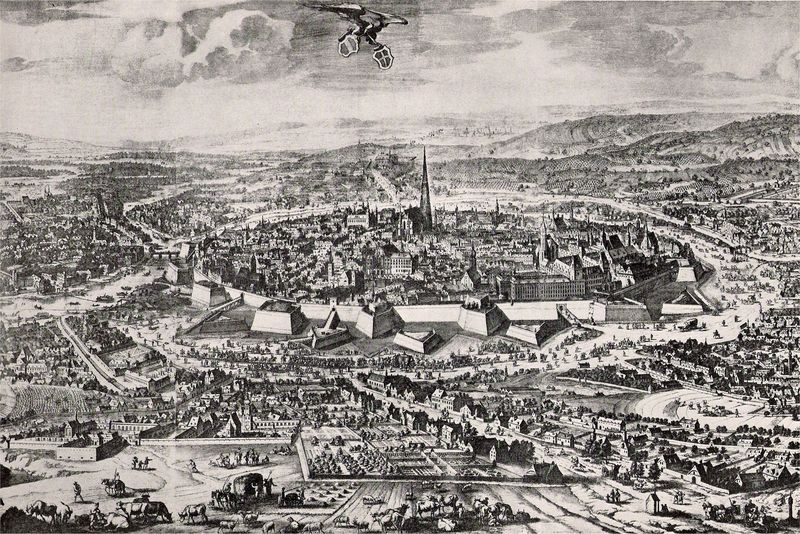
Festung Wien vor der Belagerung, Kupferstich von Folbert van Alten-Allen

- 3. Mai: Die osmanische Armee erreicht mit 200.000 Mann und 300 Geschützen Belgrad nach Überwinterung in Edirne. Sultan Mehmed IV. überträgt den Oberbefehl seinem Großwesir Kara Mustafa Paşa. Später wird in Stuhlweißenburg als Ziel des Feldzuges Wien bekanntgegeben.
- 7. Juli: Von der Raab aus gelangt die tatarische Vorhut aus 40.000 Mann nach Petronell, 40 km östlich Wiens. Nach diesen Gefechten verlässt Kaiser Leopold I. mit seiner Familie Wien und flüchtet nach Linz. Stadtkommandant Graf Ernst Rüdiger von Starhemberg übernimmt die militärische Führung in der Hauptstadt.
- Am 11. Juli erobern die Osmanen nach drei Tagen Belagerung Hainburg und brennen es nieder. 90 Prozent der Bevölkerung werden ermordet oder verschleppt. Nicht viel anders ergeht es den Orten Baden, Schwechat, Inzersdorf und der Favorita bei Wien. Sie werden in den folgenden Tagen eingenommen und zerstört. Die Bevölkerung von Perchtoldsdorf wird ebenso getötet und der Ort niedergebrannt, wie in Mödling. In Bruck wird die Vorstadt von den Bewohnern selbst in Brand gesteckt. Auch Eisenstadt und Ödenburg müssen kapitulieren. Am 14. Juli plündern und verbrennen die Osmanen das Stift Heiligenkreuz.
- 15. Juli: Einen Tag nach Eintreffen der aus 300.000 Mann bestehenden Hauptarmee lehnt Wien die Kapitulation ab, obwohl sich in der Stadt kaum 10.000 Verteidiger befinden. Die Zweite Wiener Türkenbelagerung beginnt. Erst spät kommt eine Allianz des Kaisers mit Polen, Bayern und Sachsen zustande.
- 15. August: Jan Sobieski, König von Polen und Großfürst von Litauen, bricht mit seiner Armee von Krakau aus Richtung Wien auf.
- August: Karl von Lothringen schlägt Thökölys Truppen und ein türkisches Hilfskorps am Bisamberg nördlich Wiens. So kann die Donau vom Entsatzheer überquert werden. Die Polen vereinen sich mit den Truppen Sachsens, den Kaiserlichen, den Bayern und den fränkisch-schwäbischen Reichstruppen bei Tulln, 30 km stromaufwärts von Wien.

Belagerung und Entsatz der Stadt Wien, zeitgenössisches Monumentalgemälde

- 12. September: Das polnisch-deutsche Entsatzheer unter der Führung von Johann III. Sobieski schlägt die Türken in der Schlacht am Kahlenberg.

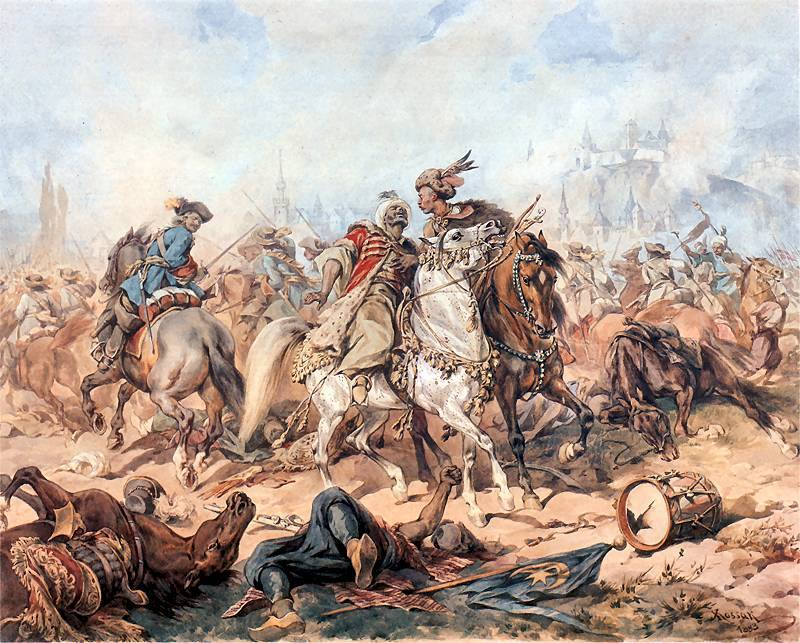
Schlacht bei Párkány, Gemälde von Juliusz Kossak

- 7. bis 9. Oktober: Nach anfänglichen Erfolgen des osmanischen Heeres in der dreitägigen Schlacht bei Párkány wendet sich das Blatt am Ende zugunsten der Truppen Karl von Lothringens und Johann III. Sobieskis.
- 25. Dezember: Der Befehlshaber Kara Mustafa büßt für den Fehlschlag der osmanischen Belagerung von Wien mit seinem Leben. Sultan Mehmet IV. lässt den Großwesir erdrosseln.

#### Weitere Ereignisse in Europa
Die für den 1. April geplante Rye-House-Verschwörung gegen König Karl II. von England und seinen Bruder James wegen deren pro-katholischer Haltung scheitert schon am 22. März wegen eines Großbrandes in Newmarket. Mehrere Parlamentsmitglieder werden verhaftet und hingerichtet, unter ihnen Algernon Sidney, Lord William Russell und Sir Thomas Armstrong.
- 15. April: Ein einheitliches dänisches Rechtsbuch, der Danske Lov, wird von König Christian V. in Kraft gesetzt und löst althergebrachte Rechte der Regionen ab.

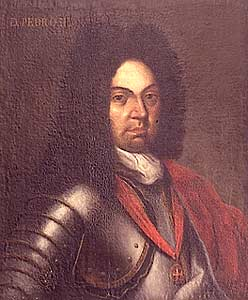
Peter II. von Portugal

- 12. September: Nach dem Tod von König Alfons VI. aus dem Haus Braganza folgt ihm sein Bruder Peter II. auf den Thron von Portugal.

#### Afrika

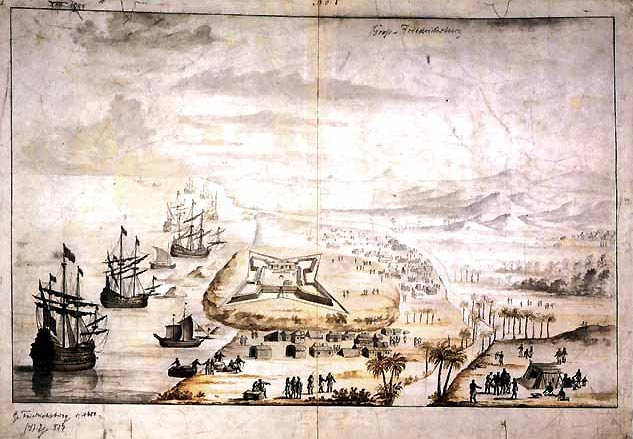
Das Fort Groß Friedrichsburg

- 1. Januar: Die kurbrandenburgische Kolonie Groß-Friedrichsburg, ein etwa 30 bis 50 Kilometer langer Küstenstreifen im heutigen Ghana, wird gegründet. Der im Vorjahr geschlossene Vertrag mit den Ahanta wird am 5. Januar erneuert und danach mit dem Bau des Fort Groß Friedrichsburg begonnen. Der Sitz der Brandenburgisch-Afrikanischen Compagnie wird am 22. April von Pillau nach Emden verlegt. In einem am 4. August ausgehandelten Vertrag beteiligen sich die Stände Emdens an der Compagnie.

#### Amerika
- 21. Mai: Die Sozietät von Suriname wird als neue Eigentümerin der niederländischen Kronkolonie Suriname gegründet.

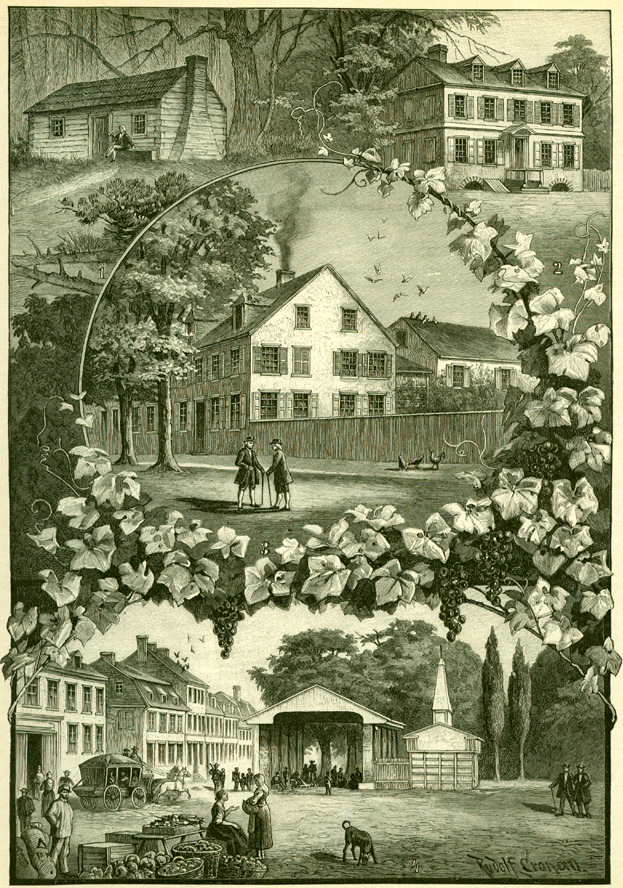
Bilder aus Alt-Germantown, links oben die erste Blockhütte von Pastorius

- 6. Oktober: Die erste geschlossene Gruppe von 13 deutschen Einwandererfamilien aus Krefeld erreicht unter der Führung von Franz Daniel Pastorius, einem Freund William Penns, auf der Concord Nordamerika und gründet die Stadt Germantown in Pennsylvania.

#### Asien
- China besetzt Formosa.

### Wissenschaft und Technik
- 3. Juni: Das Ashmolean Museum der Universität Oxford wird für Besucher zugänglich. Es ist die weltweit erste von einer Hochschule betriebene Einrichtung dieser Art.

### Kultur

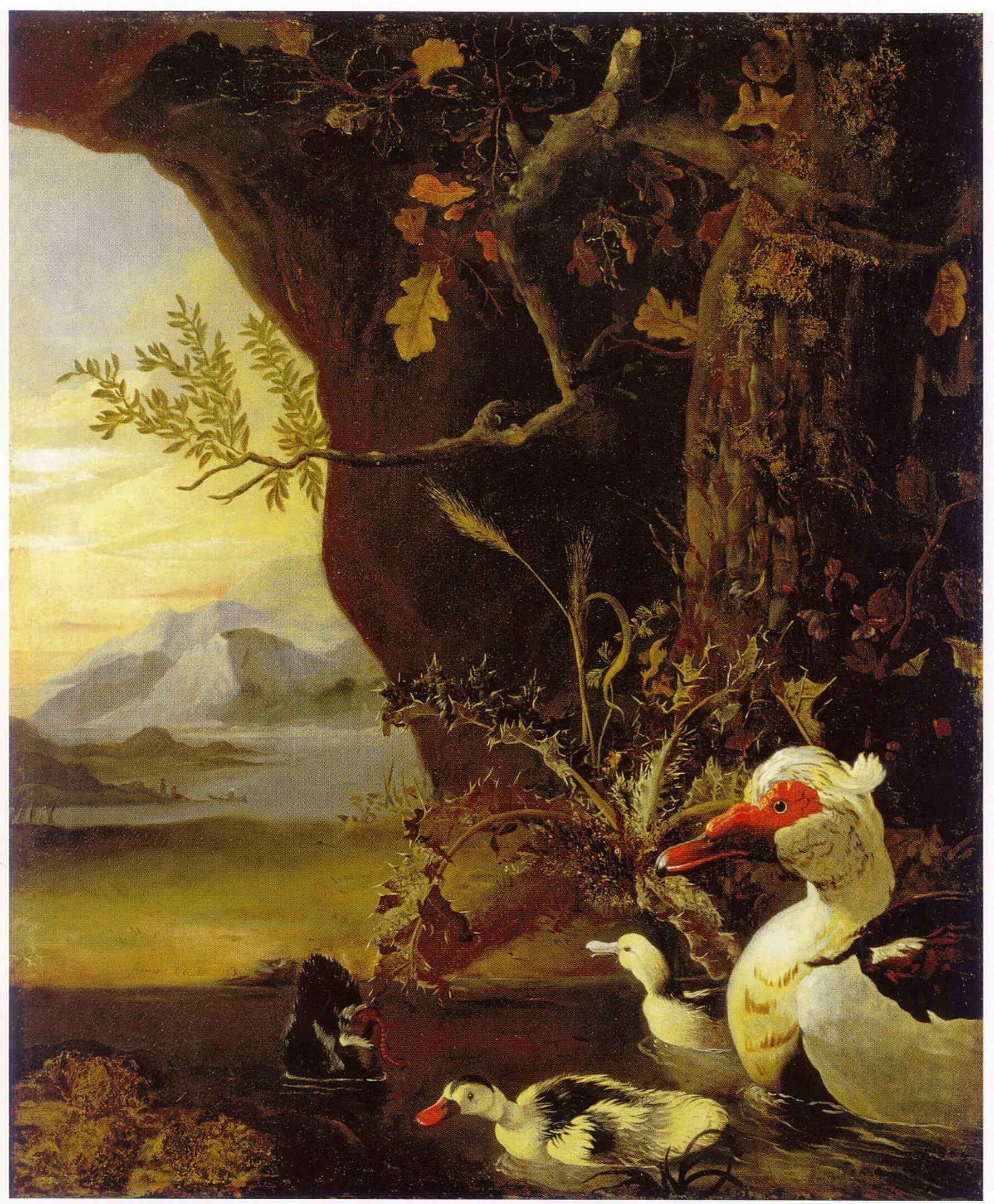
Berglandschaft mit Enten, 1683, Privatsammlung

- Adriaen Coorte: Berglandschaft mit Enten

### Religion
- In Saloniki wird die kabbalistische Sekte der Dönme gegründet.

### Katastrophen
- 10. Oktober: Nach Ausbruch eines Feuers kostet die Explosion der mit Munition beladenen Fregatte Wapen von Hamburg vor dem spanischen Hafen Cádiz 285 Personen das Leben.

## Geboren

### Geburtsdatum gesichert
- 11. Januar: Farrukh Siyar, Großmogul von Indien († 1719)
- 14. Januar: Gottfried Silbermann, bedeutender deutscher Orgelbauer († 1753)
- 22. Januar: Christian Löber, deutscher evangelischer Geistlicher († 1747)
- 23. Januar: Christoph Graupner, deutscher Komponist († 1760)
- 09. Februar: Alexander von Dönhoff, preußischer Generalleutnant und Vertrauter des Königs Friedrich Wilhelm I.  († 1742)
- 13. Februar: Joseph Schmuzer, deutscher Baumeister und Stuckateur († 1752)
- 26. Februar: Jakob Benzelius, schwedischer lutherischer Theologe und Erzbischof von Uppsala († 1747)
- 28. Februar: René Antoine Ferchault de Réaumur, französischer Wissenschaftler († 1757)
- 02. März: Hans Reinhold von Fersen, schwedischer Generalleutnant und Politiker († 1736)
- 11. März: Caroline von Brandenburg-Ansbach, Königin von Großbritannien († 1737)
- 11. März: Giovanni Veneziano, neapolitanischer Komponist und Organist († 1742)
- 21. März: Ludolf August von Bismarck, russischer General († 1750)
- 10. April: Johann Michael Stumm, deutscher Orgelbauer († 1747)
- 27. April: Johann David Heinichen, deutscher Komponist und Musiktheoretiker († 1729)
- 19. Mai: Burkhard Christoph von Münnich, deutschstämmiger Generalfeldmarschall und Politiker in russischen Diensten († 1767)
- 23. Mai: Antoine Pesne, Hofmaler in Preußen († 1757)
- 24. Juni: Richard Everard, 4. Baronet, britischer Kolonialgouverneur von North Carolina († 1733)
- 01. Juli: Carl Friedrich von Zocha, Obristbaudirektor, Geheimrat und Minister im Markgraftum Brandenburg-Ansbach († 1749)
- 03. Juli: Edward Young, englischer Dichter († 1765)
- 11. Juli: Caspar Neumann, deutscher Chemiker und Apotheker († 1737)
- 12. Juli: Carl Gustaf Bielke, schwedischer Militär und Politiker († 1754)
- 28. Juli: Gottfried Ludwig Mencke, deutscher Rechtswissenschaftler († 1744)
- 30. Juli: Sophia Albertine von Erbach-Erbach, Herzogin von Sachsen-Hildburghausen († 1742)
- 22. August: Erdmann II. von Promnitz, kursächsischer Kabinettsminister und Geheimer Rat († 1745)
- 07. September: Maria Anna von Österreich, Erzherzogin von Österreich und Königin von Portugal († 1754)
- 13. September: Maria Anna Victoria, Nichte und Haupterbin des Prinzen Eugen von Savoyen († 1763)
- 19. September: Lorenz Heister, deutscher Anatom († 1758)
- 23. September: Johannes Ernst, Schweizer evangelischer Geistlicher († 1765)
- 26. September: Emanuel Wohlhaupter, böhmischer Maler († 1756)
- 18. Oktober: Augustin Leyser, deutscher Jurist  († 1752)
- 06. November: Christian Friedrich Börner, deutscher lutherischer Theologe († 1753)
- 08. November: Heinrich August Schumacher, deutscher Historiker und Pädagoge († 1760)

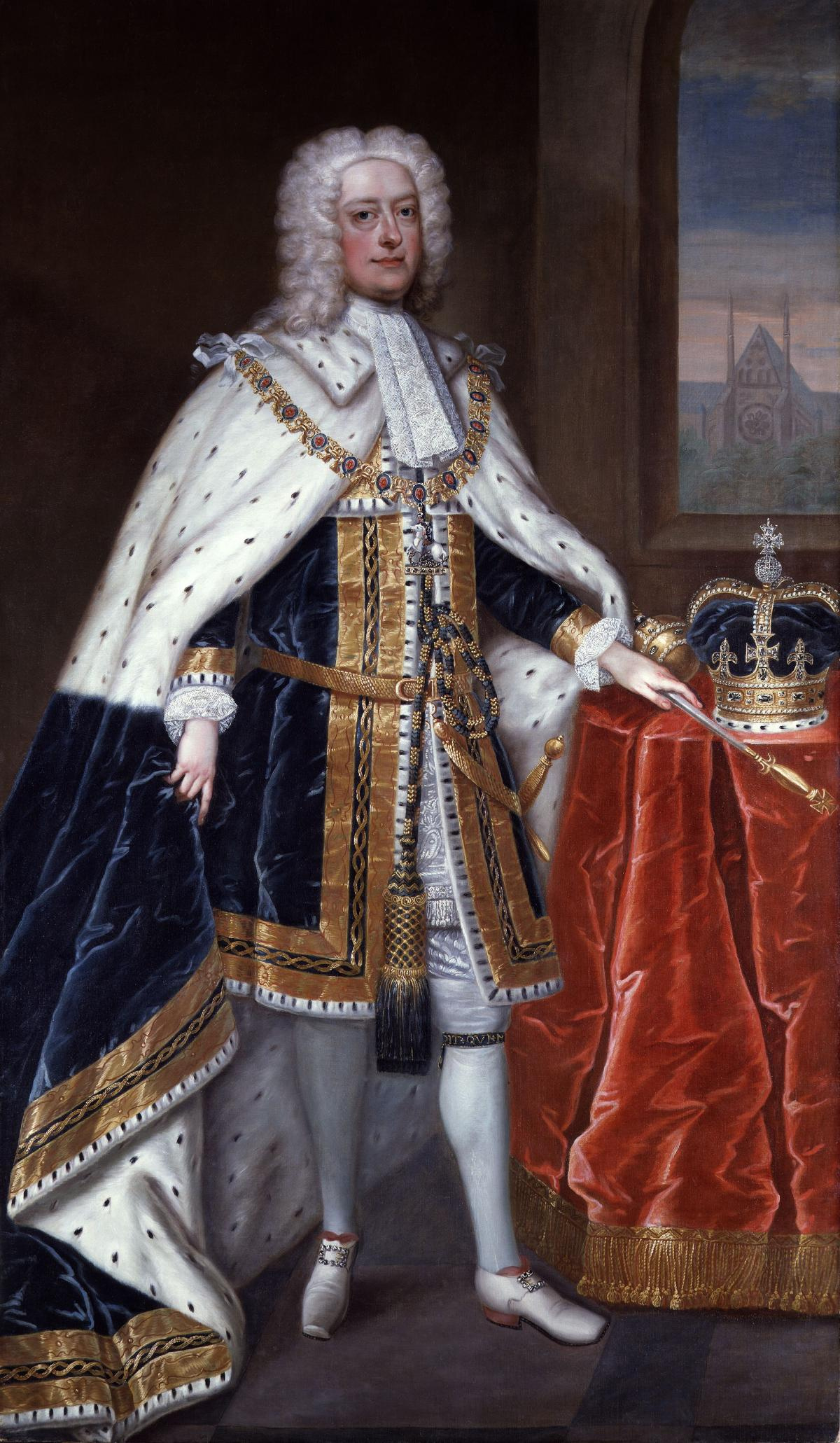
George II.

- 09. November: George II., König von Großbritannien und Irland sowie Kurfürst von Braunschweig-Lüneburg († 1760)
- 15. November: Christian Ludwig II., Herzog zu Mecklenburg-Schwerin († 1756)
- 21. November: Domingo Ortiz de Rozas, spanischer Offizier und Kolonialverwalter, Gouverneur am Río de la Plata und in Chile († 1756)
- 22. November: Franz Kaspar von Franken-Siersdorf, Kölner Weihbischof († 1770)
- 28. November (getauft): Ivan Jelínek, böhmischer Benediktinerpater, Organist, Lautenist und Komponist († 1759)
- 30. November: Ludwig Andreas von Khevenhüller, kaiserlicher Feldmarschall († 1744)
- 05. Dezember: Georg Friedrich Christian Seekatz, deutscher Maler († 1750)
- 13. Dezember: Bernardo De Dominici, italienischer Maler und Kunsthistoriker († 1759)

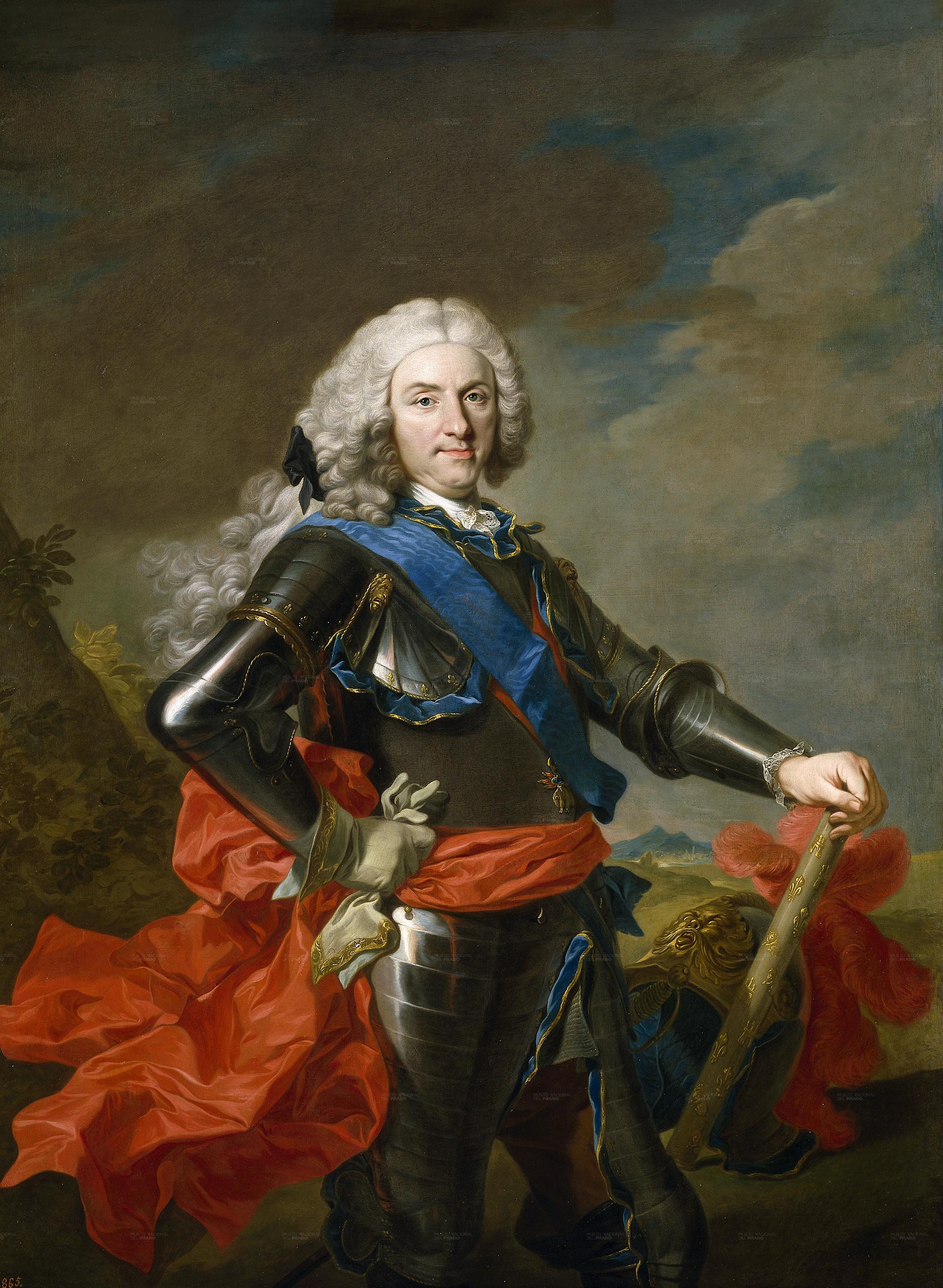
König Philipp V, c. 1739.

- 19. Dezember: Philipp V., König von Spanien († 1746)
- 27. Dezember: Conyers Middleton, englischer Geistlicher und Autor († 1750)

### Genaues Geburtsdatum unbekannt
- Theodor Arnold, deutscher Übersetzer, Lexikograph, Grammatiker und Lehrer († 1771)
- Hattori Nankaku, japanischer Dichter und Maler († 1759)
- Tshangyang Gyatsho, sechster Dalai Lama († 1706)
- Jonathan Wild, englischer Krimineller († 1725)

## Gestorben

### Todesdatum gesichert
- 21. Januar: Anthony Ashley-Cooper, englischer Politiker und Adliger (* 1621)
- 18. Februar: Nicolaes Pieterszoon Berchem, niederländischer Maler (* 1620)
- 06. März: Guarino Guarini, italienischer Theatiner, Philosoph, Mathematiker und Architekt (* 1624)
- 10./11. März: Gaston-Jean-Baptiste de Roquelaure, Herzog von Roquelaure und Pair von Frankreich (* wohl 1614)
- 16. März: Johann Georg Achbauer der Ältere, oberösterreichischer Baumeister
- 16. April: William Leete, englischer Kolonist und Gouverneur der New Haven Colony (* 1612/13)
- 23. April: Peter Philipp von Dernbach, Fürstbischof von Bamberg und Würzburg (* 1619)
- 23. April: Moritz Ludwig I. von Nassau-LaLecq, Reichsgraf von Nassau-LaLecq, Herr von Beverweerd und Lek (* 1631)
- 28. April: Daniel Casper von Lohenstein, deutscher Dramatiker (* 1635)
- 15. Mai: Johann Ernst II., Herzog von Sachsen-Weimar (* 1627)
- 23. Mai: Johann Adolf von Schwarzenberg, erster Fürst von Schwarzenberg und Reichshofratspräsident (* 1615)
- 12. Juni: Tobias Pock, deutscher Maler (* 1609)
- 12. Juni: Elisabeth von Ungnad, deutsche Adelige (* 1614)
- 26. Juni: Hedwig Sophie von Brandenburg, Landgräfin von Hessen-Kassel (* 1623)
- 26. Juni: Ferdinand von Fürstenberg, Fürstbischof von Münster und Paderborn (* 1626)
- 28. Juli: David Khöll, kaiserlicher Hof-Steinmetzmeister und 1682 Obervorsteher der Wiener Bauhütte (* 1652)
- 30. Juli: Königin Marie Therese von Frankreich, Cousine und Frau des Sonnenkönigs (* 1638)
- 03. August: Georg Rimpler, deutscher Festungsbauer (* 1636)
- 04. August: Turhan Sultan, Hauptgemahlin des osmanischen Sultans Ibrahim (* um 1627)
- 29. August: Adam Haresleben, österreichischer Dombaumeister (* 1627)

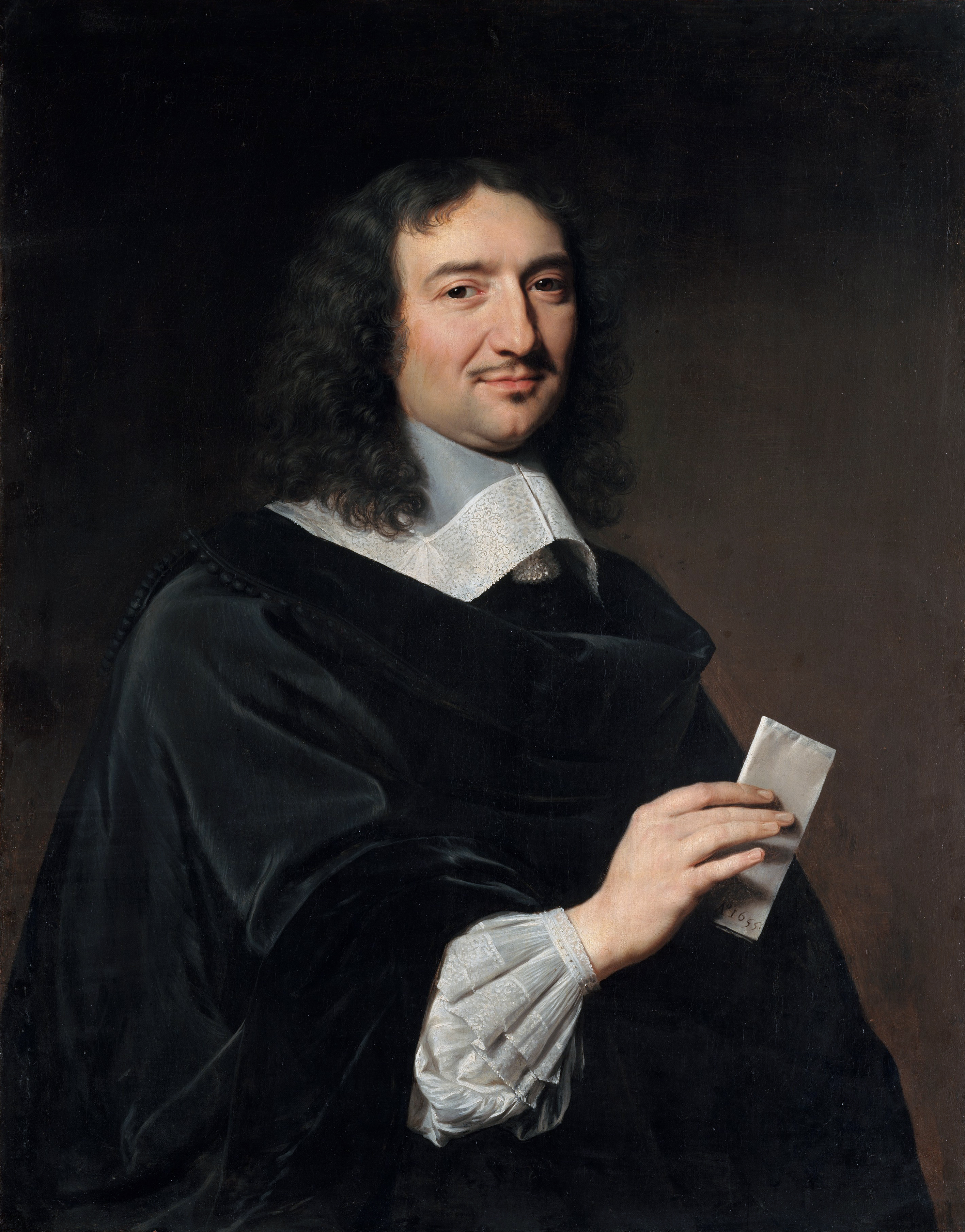
Jean-Baptiste Colbert

- 06. September: Jean-Baptiste Colbert, französischer Staatsmann (* 1619)
- 12. September: Alfons VI., König von Portugal aus dem Hause Braganza (* 1643)
- 08. Oktober: Philipp Friedrich Böddecker, deutscher Komponist und Organist (* 1607)
- 10. Oktober: Berend Jacob Karpfanger, Piratenjäger und Kapitän des Schiffes „Wapen von Hamburg“ (* 1622)
- 22. Oktober: Philips Angel van Middelburg, niederländischer Stillleben-Maler (* 1616)
- 18. November: Louis de Bourbon, Graf von Vermandois, unehelicher Sohn Ludwigs XIV. (* 1667)
- 19. November: August Carpzov, deutscher Staatsmann (* 1612)
- 07. Dezember: Algernon Sidney, englischer Politiker und politischer Philosoph (* 1623)
- 13. Dezember: Anna Sophia II., Prinzessin von Hessen-Darmstadt und Äbtissin des Stifts Quedlinburg (* 1638)
- 15. Dezember: Mikołaj Hieronim Sieniawski, Feldhetman der polnischen Krone (* 1645)
- 15. Dezember: Izaak Walton, englischer Schriftsteller (* 1593)
- 24. Dezember: Amalia von Degenfeld, Freifrau von Degenfeld (* 1647)
- 25. Dezember: Kara Mustafa Pascha, Großwesir des Osmanischen Reiches und Oberbefehlshaber bei der Zweiten Belagerung Wiens (* um 1626)
- 27. Dezember: Maria Francisca Elisabeth von Savoyen, Königin von Portugal (* 1646)

### Genaues Todesdatum unbekannt
- Fabian von Aderkas, Generalmajor der schwedischen Armee (* vor 1605)
- Antonius Pery, Schweizer Bildhauer (* 1644)
- Jakobus Stainer, österr. Geigenbauer (* um 1617)